# 田辺哲男
田辺 哲男（たなべ のりお、1958年7月9日 - ）は横浜市出身のバスフィッシング・プロフェッショナル。ルアーブランド ノリーズ代表。血液型O型。

## 略歴
- 1982年、慶應義塾大学卒業、エビスフィッシングに入社[1]。
- 1983年、会社を1年休み、カリフォルニアに1年間滞在する[2]。また、初めて手がけたロッド、ミスタードンが発売[1]。
- 1984年、本格的にB.A.S.S. of Japanのトーナメントに参戦。アングラーズオブザイヤーを獲得。そして、再びアメリカへ行くためエビスフィッシングを退社する[1]。
- 1985年、B.A.S.S. of Japanで再びアングラーズオブザイヤーを獲得。2年連続でアングラーオブザイヤーを獲得した。また、現noby's blueの佐伯信行とTIFAを立ち上げる[3]。
- 1986年、テキサスに半年間滞在し、その間U.S.OPENに初出場、フェニックス社と契約など様々な活動を行う。釣り雑誌「Basser」の創刊に関わり、創刊後しばらくの間は編集として参加していた。TIFAより、日本国内でフェニックス社のロッドを発売[4]。
- 1987年、JBTA(現在のJB)に参戦。タックルボックススーパーカップ優勝。JBTAトーハツプロトーナメント優勝。JBTA関東トータルポイント1位。また、U.S.OPENに出場し、日本人初の38位入賞。Basserオールスタークラシック優勝。
- 1988年、JBTA総合、東日本総合ウエイト及び得点ですべて1位と三冠王達成する。
- 1989年、Basserオールスタークラシック準優勝。JBTAクラシック準優勝。
- 1990年、JBTAゲーリーヤマモトオープン優勝。Basserオールスタークラシック優勝。
- 1991年、JBTAシマノオープン優勝。JBTAマーキュリープロトーナメント準優勝。
- 1992年、B.A.S.S.インビテーショナルに参戦。B.A.S.S.メガバックス戦でビッグフィッシュ賞を獲得。TIFAよりBROWNINGのSILAFLEX CRANK'N POWER David Fritts Specialの輸入を開始。
- 1993年、B.A.S.S.ケンタッキーインビテーショナルで外国人初の優勝を飾る。B.A.S.S.スーパースターズトーナメントに参加。TIFAより自身がプロデュースしたロッド、GLAND SLUMが発売。
- 1994年、B.A.S.S.TOP100トーナメント参戦。マルキユーエコギア事業部の商品開発に参加。また、Abu Garciaより、1993年B.A.S.S.ケンタッキーインビテーショナル優勝記念モデルambassadeur Tanabe SUPER 5600PROが発売される。
- 1995年、NORIESブランドを立ち上げ、ロードランナーなどが発売。Basserの1995年11月号で「田辺道場」の連載が終了。1996年1月号より「実戦田辺道場 FISHERMAN'S CHALLENGE」の連載を開始。
- 1996年、JBがまかつプロトーナメント（河口湖）で優勝（両日とも4kgを越えるウエイインという、ぶっちぎりの優勝）。8月に渡米しB.A.S.S.トーナメント参戦。B.A.S.S.ミシシッピーインビテーショナルで4位入賞。Basser誌「田辺道場 NORIO'S TIPS」の連載を開始。
- 1997年、JBワールドシリーズに参戦。第1戦は欠場（B.A.S.S.トーナメントに参戦中だったため）も、第2戦（八郎潟）4位、第3戦（韓国雲岩湖）準優勝（総重量1位）、第4戦（霞ヶ浦）15位、最終戦（琵琶湖）準優勝（総重量1位）と圧倒的な活躍を見せる。Basserオールスタークラシック優勝。DUEL社製品の製作に参加するようになる。Basserの1997年10月号より「実戦田辺道場 FISHERMAN'S CHALLENGE PART II」の連載を開始。
- 1998年、JBを引退し渡米。B.A.S.S. TOP150に参戦（1998/99シーズン）。第1戦34位、第2戦46位、第3戦4位。Basser誌で「田辺哲男のKeepCasting」の連載を開始。
- 1999年、第4戦77位、第5戦33位、第6戦97位、最終戦119位。総合ランキング50位となる。翌シーズンもB.A.S.S. TOP150（1999/00シーズン）に参戦。第1戦32位、第2戦15位、第3戦9位。

- 2000年、第4戦85位、第5戦59位、第6戦62位、最終戦4位。総合ランキング12位となり、バスマスタークラシック参戦権を得る。バスマスタークラシック6位入賞。以降、トーナメントを一時休止し、日本でのゲームフィッシング文化の発展への貢献を行うため帰国。デュエルにトータールプランナーにとして参加[5]。ロードランナー ハードベイトスペシャル発売。釣りビジョンで 「Go for it!」放送開始。Rod and Reel誌で「ビッグフィッシュ・マッチプレー」連載開始。Basser誌2000年12月号より「田辺道場 SPECIAL EDITION マイゲームのススメ」の連載開始。
- 2002年、Basser誌の2002年9月号をもって「田辺道場 SPECIAL EDITION マイゲームのススメ」の連載を終了。
- 2003年、NORIESがTIFAからマルキユーへ移籍。そして、DUELよりトランスリアライズを立ち上げロッド、ルアー、ラインのプロデュースを行う。「ビッグフィッシュ・マッチプレー」連載終了。
- 2004年、再度B.A.S.Sに挑戦。
- 2005年、B.A.S.Sトーナメントを休止し日本へ帰国。Rod and Reel誌 11月号より「ノリオ軍団が行く!!」の連載が開始。
- 2006年、トランスリアライズが事実上終了。
- 2007年、ロードランナー ハイブリッドバキューム発売。Rod and Reel誌 9月号をもって「ノリオ軍団が行く!!」の連載が終了。10月号より「ストロングフィッシャーマン入門」連載開始。
- 2008年、10月、Basser誌「NEO田辺道場」連載開始。
- 2009年、DUELとの契約が終了。スーパーゲームフィッシャーマンという企画の元、シマノの沖釣り商品の製作に参加。Rod and Reel誌7月号をもって「ストロングフィッシャーマン入門」連載終了。8月号より「田辺哲男のストロング・フィッシャーマン入門Next」連載開始。
- 2010年、ロードランナー ストラクチャー発売。
- 2011年、Rod and Reel 5月号をもって「田辺哲男のストロング・フィッシャーマン入門Next」の連載が終了。7月号より「ストロング・フィッシャーマンEX THE湖上レッスン」連載開始。
- 2012年、Rod and Reel 5月号をもって「ストロング・フィッシャーマンEX THE湖上レッスン」の連載が終了。6月号より「ビッグフィッシュマッチプレー・リターンズ」連載開始。
- 2014年、「陸王」参戦。
- 2015年、ロードランナーヴォイスLTT発売。
- 2016年、Basser誌2月号から「THE TAKE BACK」連載開始。
- 2018年、喫煙後のタバコを湖に捨てた事が発覚する。証拠動画より外部から指摘され発覚した。またこの出来事に対し、後日に本人により謝罪文を出した。加えて、BasserAllStarClassic２日目のウェイイン時にも謝罪している。

## 人物
「パターンフィッシング」、「ストロングスタイル」を身上とするプロ。そもそもパターンフィッシングという概念を日本に紹介し、その有効性を証明した人物である。
「パターンフィッシング」とは、季節・水温・水質・天候・水中の地形・ベイトフィッシュ（餌となる小魚や甲殻類等）の動き・ストラクチャー（水中の障害物や魚が身を隠せる場所）によって、バスの行動パターンや効くルアー（釣り方）を絞り込む戦略である。それは、多くのバスプロやアマチュアアングラーに大いなるアドバンテージを与えた。
バスフィッシングの本場、アメリカのツアーに早くから参加した日本人アングラーの一人で、優勝経験もある。田辺のアメリカでの活躍がその後のバスアングラーに与えた影響は大きいと思われる。また、そのなかで培われた経験を元に発表したルアーは、現在のルアーメーカーにも少なからぬ影響を与えている。
近年、「ゲームフィッシング」という戦略性（ゲーム性）を重視した釣りの楽しみ方をメディアを通して積極的に発信している。それは必ずしもバス釣りに限ったことではなく、様々な魚種（ヘラ鮒や、カサゴ・アイナメ等の根魚など）へ挑戦することで、その結果が自身のバスフィッシングスタイルに還元され、スキルの向上と戦略の深化に役立つとしている。
バス害魚論が横行する昨今にあって、明確に商業主義を是とする骨太意見を提唱し、多くのアマチュアアングラーに勇気と希望を与えている。
それは、バス釣りによって生計を建てている人々（ボート店や釣具店をはじめ、近隣のコンビニ・GS・食堂等の商店、宿泊施設、釣り場までの交通機関等）がいて、それを奪うことを「害魚論」という思想の元に国という立場であっても、やってもいいのかというものである。そうではなく、バスという魚が日本に土着した現在、釣り文化もせっかくここまで発達したのだから、もっと大きく育てた方が社会的にも効果は大きいはずというものである。（つまり、ゲームフィッシングというのは、釣り人だけでなく、上記の様にそれらに関わるすべての環境に経済効果をもたらしてくれる、「バス」という魚を大事にしようというもの。）また近年では、そこで得た収入をフィールドの環境整備にも配分するよう提言もしている。
また、バス釣りで生計を建てている地元の人々の意見ならば、行政は無視できず、日本のバスフィッシング釣り場が守られていく可能性が高いと考え、釣り人にそういう（レンタルボート店があったり、入漁料が必要な）場所で釣りをすることを推奨している。
「Keep Casting」と「Go for it」は田辺の口癖であり信条でもある。
「Keep Casting」。ルアーフィッシングは攻めの釣りであるので、キャスト（ルアーを投げること）を辞めてしまえば、永遠に釣れることはないということだ。人生を生きることにも通ずる言葉である。

## 戦績
- B.A.S.S of Japanアングラーズ・オブ・ザ・イヤー獲得（1984年、1985年）
- Basserオールスタークラシック優勝（1987年、1990年、1997年）
- タックルボックススーパーカップ優勝（1987年）
- JBTAトーハツプロトーナメント優勝（1987年）
- JBTA関東トータルポイント1位（1987年、1988年）
- JBアングラーズ・オブ・ザ・イヤー獲得（1988）
- Basserオールスタークラシック準優勝（1989年）
- JBTAクラシック準優勝 （1989年）
- JBTAゲーリーヤマモトオープン優勝（1990年）
- JBTAシマノオープン優勝（1991年）
- JBTAマーキュリープロトーナメント準優勝（1991年）
- B.A.S.S.ケンタッキーインビテーショナル優勝。米国人以外では初（1993年）
- JBがまかつプロトーナメント（河口湖）優勝（1996年）
- B.A.S.S.ミシシッピーインビテーショナル4位入賞（1996年）
- JBワールドシリーズ、第3戦（韓国雲岩湖）準優勝、第5戦（琵琶湖）準優勝（1997年）
- B.A.S.S.TOP150、第3戦4位入賞（1998/99シーズン）
- B.A.S.S.TOP150、第3戦9位入賞、第7戦4位入賞、年間総合成績12位（1999/00シーズン）
- バスマスタークラシック6位（2000年）

など。

## その他
- 近年はシーズナルパターンに囚われず、「バスの気持ち」「エサの気持ち」を重要視した釣りをしている[7]。
- Basser誌創刊号の表紙写真のアングラーは田辺である。
- Rod and Reel誌の企画「ビッグフィッシュ・マッチプレー」は、国内の著名バスアングラーと1日2尾リミット（開始当初の釣り日数は1日で、途中から2日になる）の総重量で釣り対決するもので、18名と戦い田辺の10勝8敗だった。
- 近年、本格的なトーナメント参戦はBasserオールスタークラシックのみである。
- 島津靖雄が語ったところによると、島津がアメリカ武者修行時代、偶然こちらも武者修行時代の田辺が車で3時間ほどの距離におり、ほとんど毎週末一緒に釣りをしていたという。田辺が帰国する際には2週間釣りの旅をし、田辺はプロフェッショナルアングラー、島津はロッドのデザイナーになるんだと語り合った[8]。
- 1991年発売のメガバスの初代トーナメントクローラーというワームの最初期パッケージに書かれている英文は田辺が書いたものである[9]。また、ティファのTHE SHAPEブランドから発売されたディープショット(初期モデル)というクランクベイトの製作をメガバスの伊東由樹に依頼している[10]。
- 上記以外でも様々なルアーデザイナーと交流があり、ベルズの鈴木知司には、ティファより発売されたフィリップバナナブランドのルアー全てとTHE SHAPEのスーパージェッター、ノリーズのテリトリアンアユ"チュピ"とラトリンジェッター、ウッディベルのシャローラビットを[11]その他にもカトウクラフトの加藤康雄にもルアー製作を依頼している[12]。

## スポンサー
- マルキュー（NORIES、ECOGEAR、PRIME AREA、Fish League）
- SHIMANO
- TritonBoatsJapan(V6 marine service)
- Motor Guide(バレーヒル)
- TALEX
- 富士工業
- zeal optics
- 宅配のめがねやさん
- ローランス
- クレハ

## 作品

### 出演作品

#### VHS
- NORIO TANABE'S・PROFESSIONAL BASSFISHING Vol.1 ワンモアキャッチのためのルアーローテーション（1989年9月、つり人社）
- NORIO TANABE'S・PROFESSIONAL BASSFISHING Vol.2 ワンモアキャッチのためのポイント別攻略法（1989年12月1日、つり人社） ISBN 4-88536-709-3
- NORIO TANABE'S・PROFESSIONAL BASSFISHING Vol.3 ワンモアキャッチのためのトーナメントプラクティス（1990年9月20日、つり人社） ISBN 4-88536-710-7
- EXCITING BASS FISHING トップ・プロ10人の最新テクニック(つり人社)
- ボートからのライトタックルフィッシング（1992年2月10日、つり人社） ISBN 4-88536-731-X
- パフォーマンスバッシング 3（村田基・ヒロ内藤・田辺哲男・柏木重孝）(ZEAL)
- 釣りロマンを求めて　Vol.6　誇りたかきゲーム。バスフィッシングに挑戦！（1994年2月25日、テレビ東京）
- 田辺哲男の初めてのブラックバス（1994年9月29日、主婦と生活社） ISBN 4-391-80026-8
- 田辺哲男のエコギア Vol.1〜8(マルキユー)
- 最新ハイテクフィッシングシリーズ13 NEWステラが挑む究極の世界1 "DRAG is Singin" フロリダ編(シマノ)
- 最新ハイテクフィッシングシリーズ16 完全無欠のJapan StyleV　GOODなBASSはこうして見つける(シマノ)
- 最新ハイテクフィッシングシリーズ19 NEWステラが挑む究極の世界3 "DRAG is Singin" in MOLDIVES(シマノ)
- ルアーフィッシングテクニック Vol.2（1998年2月、山と渓谷社）
- 実践パターンフィッシング(アピス)
- SLOW ROLL　スローロール(アピス)
- クオリティゲーム(アピス)
- Basser Allstar Classic1998(1998年、つり人社)
- Basser オールスタークラシック 1999 世界一のフットボーラー河辺裕和と23人のトッププロ (2000年2月29日、つり人社)  ISBN 4-88536-875-8
- 田辺哲男 IN Basser Allstar Clasic2000「Another Story of TRUE STORY」(2001年、つり人社)
- 釣りDAISUKI! マスターバスフィッシング 13 田辺哲男TOP150に挑戦!（2000年9月22日、越前屋電視社）
- 鈴木文雄 田辺哲男 モルディブフルキャスト48時間 SUPER OCEAN GUIDE TEST REPORT(富士工業)

#### DVD
- ルアーマガジンTHE MOVIE vol.3（2005年3月31日、内外出版社）
- ルアーマガジンTHE MOVIE vol.10（2006年12月27日、内外出版社）
- ハードベイトアカデミー『forスピナーベイト』（2006年4月3日、内外出版社）
- ハードベイトアカデミー『for トップウォーター』（2006年8月30日、内外出版社）
- ハードベイトアカデミー『for クランクベイト』（2006年12月27日、内外出版社）
- ビッグフィッシュ・マッチプレーLIVE　Vol.1 VS奥村和正（2006年2月22日、地球丸）
- ビッグフィッシュ・マッチプレーLIVE　Vol.2 VS沢村幸弘（2007年2月24日、地球丸）
- 田辺の真髄 (2006年12月、ぶんか社） ISBN 978-4821140039
- 田辺の真髄II (2007年12月、ぶんか社）ISBN 978-4821140053
- 田辺の真髄III (2008年10月、ぶんか社）
- 幻のスーパーテクニック復刻版 GOODなBASSはこうして見つける(2006年5月20日、グローバルアイ)
レンタル専用。シマノからVHSで発売された「GOODなBASSはこうして見つける」のDVD版。
- 水の星紀行 地球釣り歩き 1〜2(2006年5月20日、グローバルアイ)
レンタル専用。エコギアからVHSで発売された「田辺哲男のTHEエコギア エキサイティング ソフトルアーVol.7」、「田辺哲男のエコギア エキサイティング ソフトルアーVol.8」のDVD版。
- 世界!秘境釣行vol.5 メキシコ・レイクエルサルトに巨大ブラックバスを追う!（2007年1月18日、グローバルアイ）
- 世界!秘境釣行vol.10 南米・アルゼンチン〜大湿原に黄金の怪魚ドラードを追う!（2007年3月27日、グローバルアイ）
- 世界!秘境釣行vol.11 オーストラリア〜フィッシングサファリ モンスターフィッシュ・マーレイコッドを追う！ （2007年4月10日、グローバルアイ）
- Go for it！EXTRA　Vol.1（2008年、釣りビジョン）
- 最強のトップウォーター（2009年12月12日、地球丸）
- カバーゲームアカデミー（2010年2月22日、内外出版社）
- 田辺哲男 ハイブリッドひとつテンヤ (2012年9月25日、釣り東北)
- 田辺哲男　スピナーベイト講座（2014年7月26日、つり人社）

### 著書
- 田辺哲男バッシングパターンブック（1997年3月1日、名光通信社） ISBN 4-7713-0247-2
- 田辺哲男のバスフィッシング道場（1997年6月20日、つり人社） ISBN 4-88536-697-6
- バス釣りストロング・パターン（2000年6月10日、地球丸） ISBN 978-4-925020-67-1
- 湖上の風に吹かれながら…（2001年9月1日、名光通信社） ISBN 4-944193-16-5
- バス釣りビッグフィッシュパターン（2003年7月25日、地球丸） ISBN 978-4-86067-009-2
- 最強のバス釣り入門(2009年4月25日、地球丸) ISBN 978-4-86067-233-1
- 最強のバス釣り入門NEXT(2011年2月26日、地球丸) ISBN 978-4-86067-293-5
- NEO田辺道場EXTRA(2011年3月25日、つり人社) ISBN 978-4864471015

## 出演

### テレビ番組
- テレビ東京 釣り・ロマンを求めて
- BS-TBS 世界!秘境釣行
- BS-TBS 南太平洋の楽園 Fishing Traveler
- BS-TBS 地球!夢の楽園紀行〜fishing traveler〜
- BS-TBS いつでも釣り気分!
- BS日テレ 夢釣行〜一魚一会の旅〜
- 釣りビジョン Go for it!
- 釣りビジョン Fish League
- BS-TBS 釣り百景

### CM
- マルキユー エコギア
- デュエル ハードコアライン
- デュエル X-TEX (1999年)
- デュエル 「デュエルチャレンジ2000」 (2000年)

## 雑誌・連載
- 田辺道場（Basser、つり人社）

田辺哲男のバスフィッシング道場として単行本化。
- 実戦田辺道場 FISHERMAN'S CHALLENGE（Basser、つり人社）
- 田辺道場 NORIO'S TIPS（Basser、つり人社）
- 実戦田辺道場 FISHERMAN'S CHALLENGE PART II（Basser、つり人社）
- 田辺哲男のKeepCasting（Basser、つり人社）
- 田辺道場 SPECIAL EDITION マイゲームのススメ（Basser、つり人社）
- 田辺哲男のKeepCasting Norio Tanabe's going for it（Basser、つり人社）
- NEO田辺道場（Basser、つり人社）

NEO田辺道場EXTRAとして単行本化。
- ビッグフィッシュ・マッチプレー（Rod and Reel、地球丸）

一部の回がDVD化。
- ノリオ軍団が行く!!（Rod and Reel、地球丸）
- ストロングフィッシャーマン入門（Rod and Reel、地球丸）

最強のバス釣り入門として単行本化。
- 田辺哲男のストロング・フィッシャーマン入門Next（Rod and Reel、地球丸）

最強のバス釣り入門NEXTとして単行本化。
- ストロング・フィッシャーマンEX THE湖上レッスン（Rod and Reel、地球丸）
- ビッグフィッシュマッチプレー・リターンズ（Rod and Reel、地球丸）
- 田辺哲男The Message（Lure Magazine、内外出版社）
- 田辺哲男というバスフィッシング（Lure Magazine、内外出版社）2005年2月26日 - (不定期)
- リオ君のイージートーク（ルアーニュースEAST、名光通信社）

湖上の風に吹かれながら…として単行本化。
- イージートーク〜ディープスタイル〜（L&Fマガジン、名光通信社）

湖上の風に吹かれながら…として単行本化。
- Real Game Fishing（爆釣ch、MEDIASEEK）
- MYへら道（へら鮒、へら鮒社）
- Tanabe的へら流儀（へら鮒、へら鮒社）